# Orso d'argento per la migliore colonna sonora
L'Orso d'argento per la migliore colonna sonora (Silberner Bär/Beste Filmmusik) è stato un premio assegnato dal 2002 al 2007 dalla giuria internazionale del Festival di Berlino all'autore della miglior colonna sonora tra i film in concorso.

## Albo d'oro
- 2002: Antoine Duhamel - Laissez-passer
- 2003: Majoly, Serge Fiori e Mamadou Diabaté - Madame Brouette
- 2004: Banda Osiris - Primo amore
- 2005: Alexandre Desplat - Tutti i battiti del mio cuore (De battre mon cœur s'est arrêté)
- 2006: Peter Kam - Isabella (Yi sa bui lai)
- 2007: David Mackenzie - Hallam Foe